# Hanaukyo Maid-tai
Hanaukyo Maid-tai (jap. 花右京メイド隊) ist eine Mangaserie von Morishige, die von 1999 bis 2006 in Japan erschien. Sie wurde mehrfach übersetzt sowie in Form von drei Anime umgesetzt. Die Geschichte handelt von einem Jugendlichen, der ein Haus voller ihm ergebener Dienstmädchen erbt, und ist in die Genres Etchi, Harem, Comedy und Action einzuordnen.

## Inhalt
Nachdem Tarō Hanaukyō (花右京 太郎) mit 15 Jahren seine Mutter verloren hat, zieht er nach Tokio, um bei seinem Großvater zu leben. Dort angekommen muss er feststellen, dass sein Großvater sich auf eine einsame Insel zurückgezogen hat. Im herrschaftlichen Haus leben jedoch noch immer dessen hunderte Dienstmädchen, die nun alle Tarō rund um die Uhr zu Diensten sind, da ihm das Hanaukyō-Haus zusammen mit allen Hausangestellten und dem Familienkonzern von seinem Großvater vermacht wurde. Seine Familie war reich und hatte großen politischen Einfluss, dessen Folgen er nun auszubaden hat: Der Junge fürchtet sich vor der Berührung durch die Frauen, die es nun aber als ihre Pflicht sehen, für ihn zu sorgen. Die Dienstmädchen teilen sich auf in eine hauswirtschaftliche Einheit, die ihn badet, kleidet, bekocht und mit ihm schläft; eine Sicherheits-Einheit, die mit militärischen Mitteln das Haus beschützt; die technische Einheit, die neue Roboter für ihn entwickelt; und eine Intelligenz-Einheit, die an einem Supercomputer namens Memol arbeitet.

## Veröffentlichung
Der Manga erschien ab 1999 im Magazin Shōnen Champion bei Akita Shoten. Der Verlag brachte die Kapitel ab 2000 auch gesammelt in insgesamt 14 Bänden heraus. Sowohl die Veröffentlichung im Magazin als auch der Sammelbände endete 2006. International erschienen mehrere Übersetzungen: Eine französische bei Taifu Comics, eine chinesische bei Ever Glory Publishing, eine spanische bei Mangaline Comics und eine englische bei Studio Ironcat. Letztere wurde nach drei Bänden abgebrochen.

## Umsetzungen als Anime
Eine erste Umsetzung als Anime entstand bei Studio Daume unter der Regie und nach einem Drehbuch von Yasunori Ide. Für das Charakterdesign war Takaharu Ōkuma zuständig und die künstlerische Leitung lag bei Kazuyuki Hashimoto und Sotaro Hori. Das Mechanical Design stammt von Yoshihiro Watanabe und die Tonarbeiten leitete Yūki Matsuoka. Die 12 je 15 Minuten langen Folgen wurden vom Sender WOWOW vom 8. April bis 29. Juni 2001 im Programmblock Anime Complex Night gezeigt. Beim gleichen Studio und Team entstand eine 3-teilige Kurzserie. Die 14 Minuten langen Folgen wurden vom 8. September bis 7. November 2001 als Original Video Animation veröffentlicht.
Eine zweite Serie mit dem Titel Hanaukyo Maid Tai La Verite (花右京メイド隊 La Verite) entstand unter einem neuen Team bei Studio Daume. Regie führte nun Takuya Nonaka, die Drehbücher schrieben Hideaki Koyasu, Jukki Hanada und Takashi Aoshima. Die künstlerische Leitung lag bei Takashi Aoi, das Mechanical Design entwarf Kazuyuki Matsubara und für den Ton war Hiromi Kikuta verantwortlich. Die 12 je 23 Minuten langen Folgen wurden vom 4. April bis 20. Juni 2004 von den Regionalsendern AT-X, Chiba TV, Sun TV, TV Kanagawa und TV Saitama in Japan gezeigt. Eine englische und eine französische Fassung dieser Serie erschienen auf DVD.

### Synchronisation
| Rolle               | Japanische Stimme (Seiyū) |
| ------------------- | ------------------------- |
| Tarō Hanaukyō       | Yuki Kaida                |
| Mariel              | Rie Tanaka                |
| Ikuyo Suzuki        | Moyu Arishima             |
| Konoe Tsurugi       | Akiko Hiramatsu           |
| Yashima Sanae       | Yukako Hayakawa           |
| Cynthia Landlavizar | Tomoko Kaneda             |
| Ryūka Jihiō         | Rieko Takahashi           |
| Hokusai Hanaukyo    | Jouji Yanami              |
| Lemon               | Kozue Yoshizumi           |
| Marron              | Mai Kadowaki              |
| Melon               | Yūya Yoshikawa            |

### Musik
Die Musik der ersten Animeserie und der OVA komponierte Tamiya Terashima. Das Vorspannlied der ersten Serie und der OVA ist Hanaukyo Maid-tai no Uta (花右京メイド隊の歌) vom Hanaukyo Maid Team, der Abspanntitel ist Sanshoku no Himitsu (三色の秘密) von Ringo, Ichigo und Sango. Der Abspann der OVA ist mit Zankai no Jikan vom Hanaukyo Maid Team unterlegt. Für die zweite Serie wurde die Musik von Michiru Oshima komponiert. Das Vorspannlied ist Voice of Heart von Rie Tanaka und für den Abspann verwendete man Osewashimasu! (You Take Care!) von Lemon, Marron and Melon.

## Rezeption
Jason Thompson gibt dem Manga nur einen halben Stern von fünf: Der Protagonist sei ein typischer Versager und die „krude und grotesk gezeichnete“ Geschichte wisse mit dem Thema nichts besseres anzufangen, als die Zahl meist identischer Dienstmädchen „zu schierem Übermaß zu treiben. Die wenigen Angestellten mit eigenständigen Persönlichkeiten und Äußerem, die das Haus beschützen, sind langweilige Stereotype“. Die MangasZene schreibt, die Charaktere seien „niedlich wie klischeehaft, die Story hinter allen Gags papierdünn, so dass der reichlich präsentierte Fanservice nicht nur die herausragendste, sondern auch die einzige Charakteristik des Mangas bleibt.“
Der Anime wird von der Anime Encyclopedia als Klon von Tenchi Muyo! bezeichnet, eine ödipus-artige Farce mit technischen Spielereien. Während die erste Serie deutlich mehr erotischen Fanservice enthalte, sei die zweite deutlich zahmer.